# Wysoki Okap (Łysak)
Wysoki Okap lub Wysokie Okapy – skały na wzgórzu Łysak na Wyżynie Częstochowskiej. Znajdują się w obrębie wsi Kroczyce w województwie śląskim, w powiecie zawierciańskim, w gminie Kroczyce.
Zbudowane z wapienia skała znajdują się w lesie, we wschodniej stronie grupy skał. Zaliczane są do grupy Skał Kroczyckich i uprawiana jest na nich wspinaczka skalna. Skały mają połogie, pionowe lub przewieszone ściany o wysokości do 15 m, z takimi formacjami skalnymi jak: okapy, filary, rysy, zacięcia i kominy. Przez wspinaczy opisywane są jako:
- Wysokie Okapy I (ściana południowo-zachodnia),
- Wysokie Okapy II (ściana południowa),
- Omszała Turnia (ściana południowo-zachodnia),
- Turnia z Dziurą (przylegająca do skał od południa odrębna turnia)[2].

Na trzech pierwszych ścianach jest 15 dróg wspinaczkowych o trudności od V do VI.7 w skali krakowskiej. Jest też jeden projekt. W 2019 roku 9 dróg ma zamontowane stałe punkty asekuracyjne: ringi (r) i stanowiska zjazdowe (st) lub ringi zjazdowe (rz). Turnia z Dziurą jest w niektórych opracowaniach traktowana jako odrębna skała.

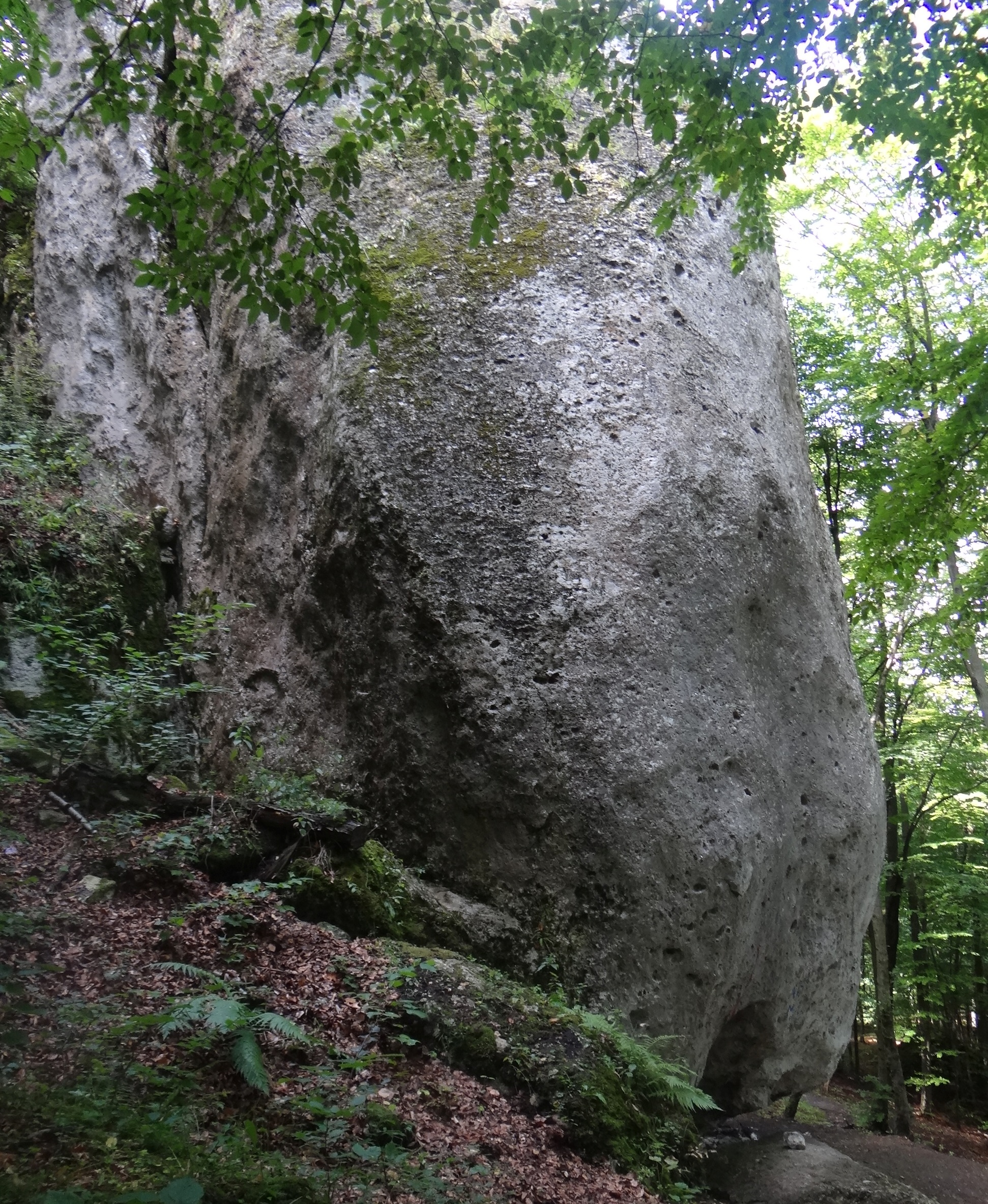
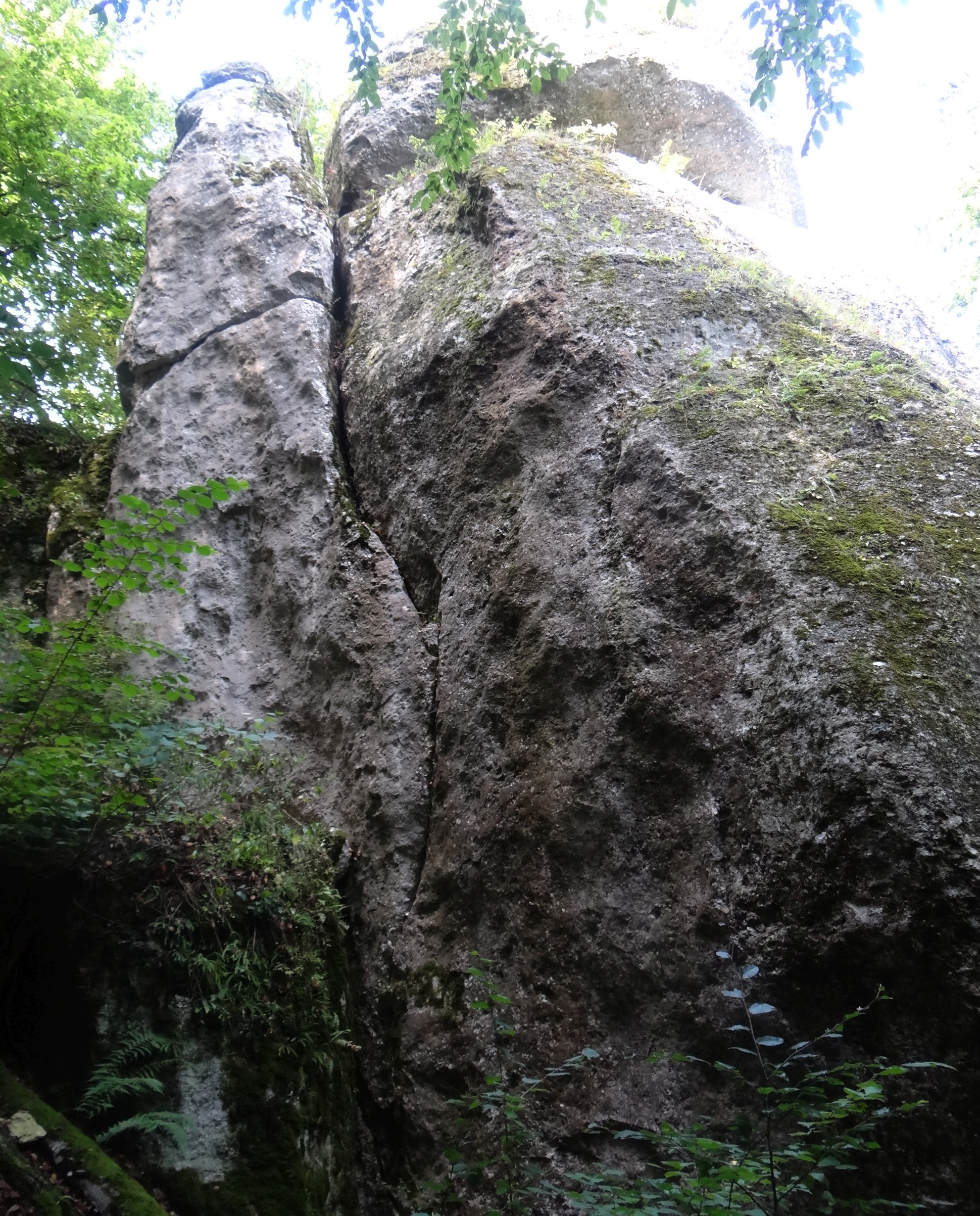
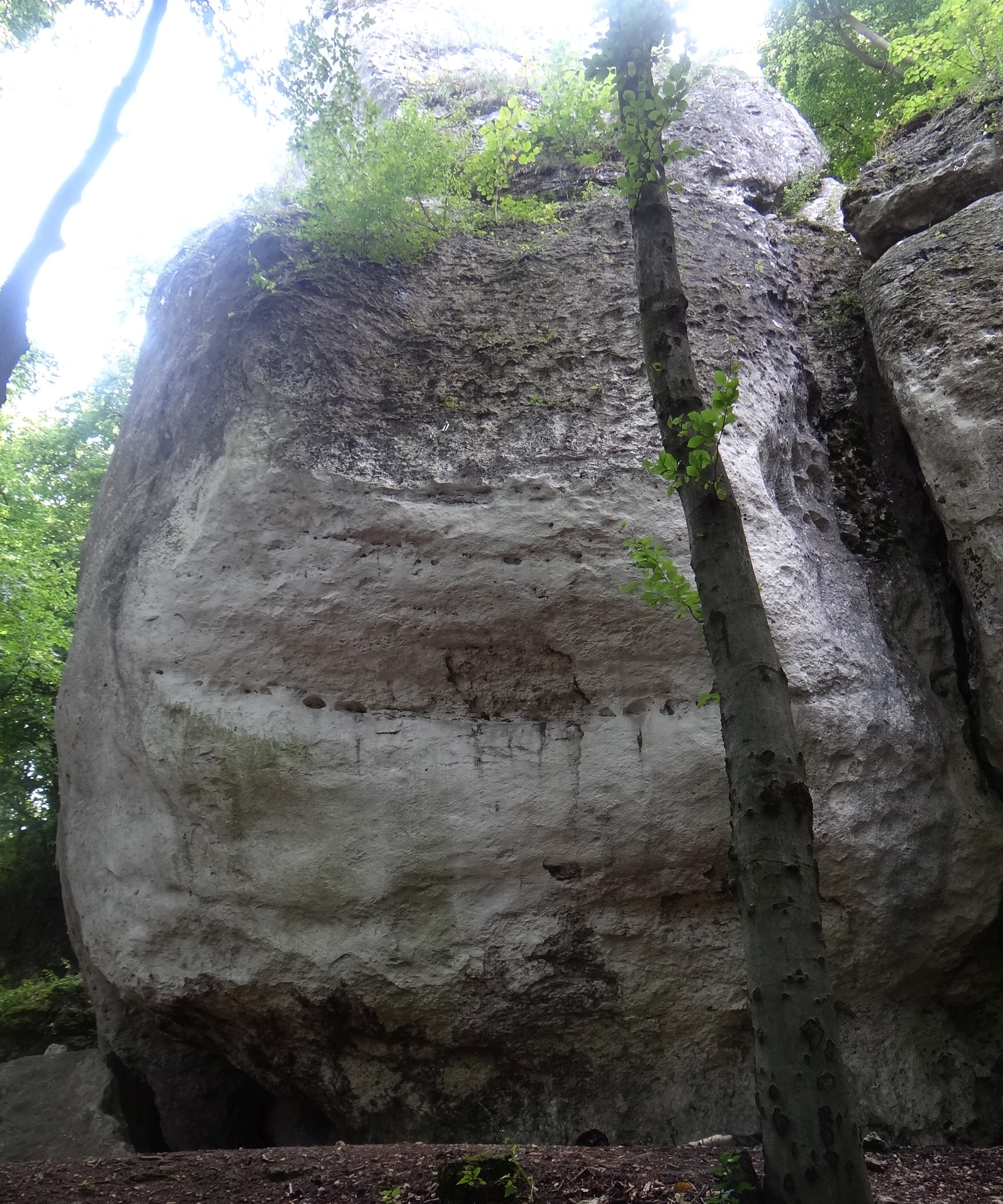
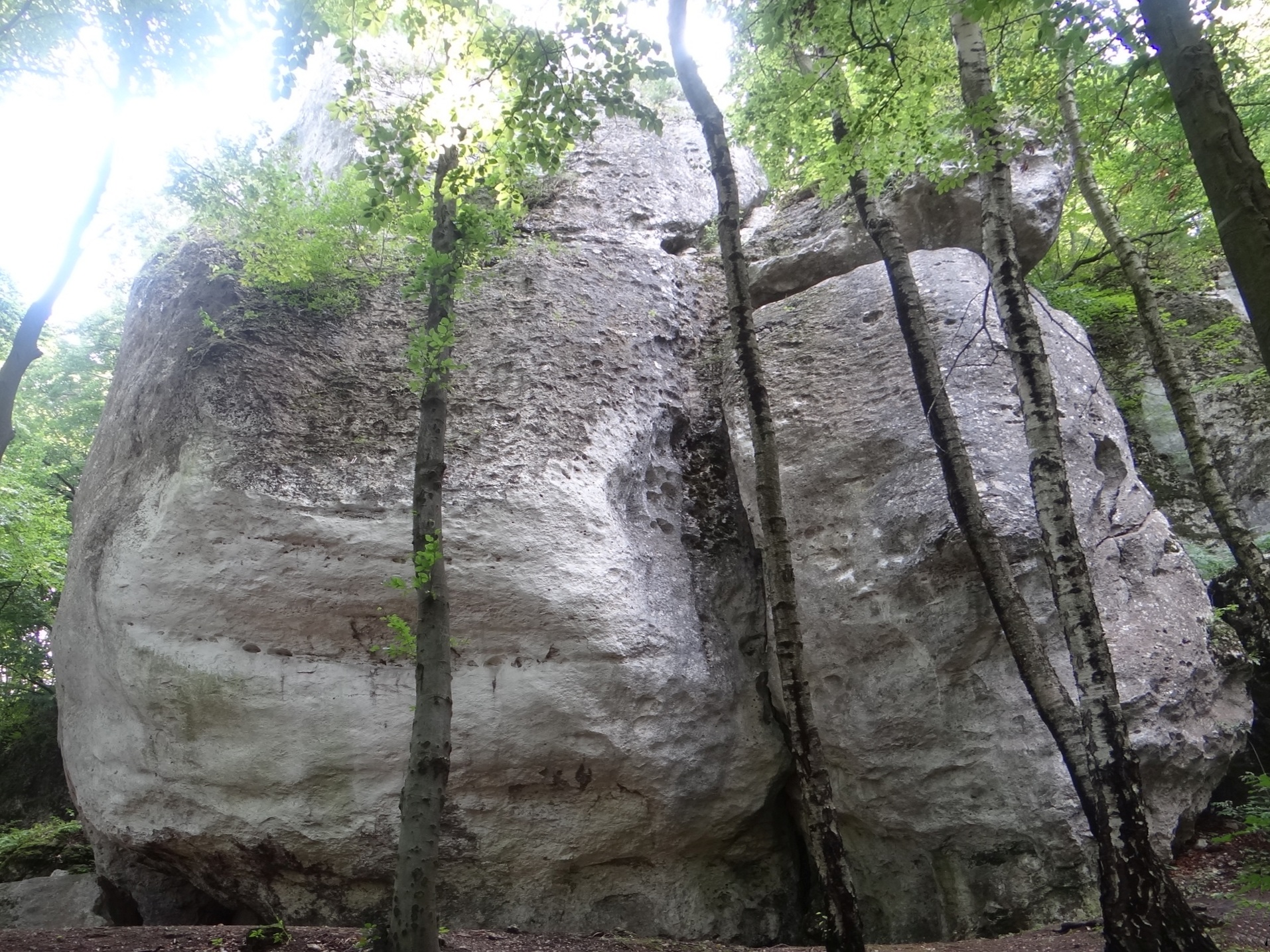
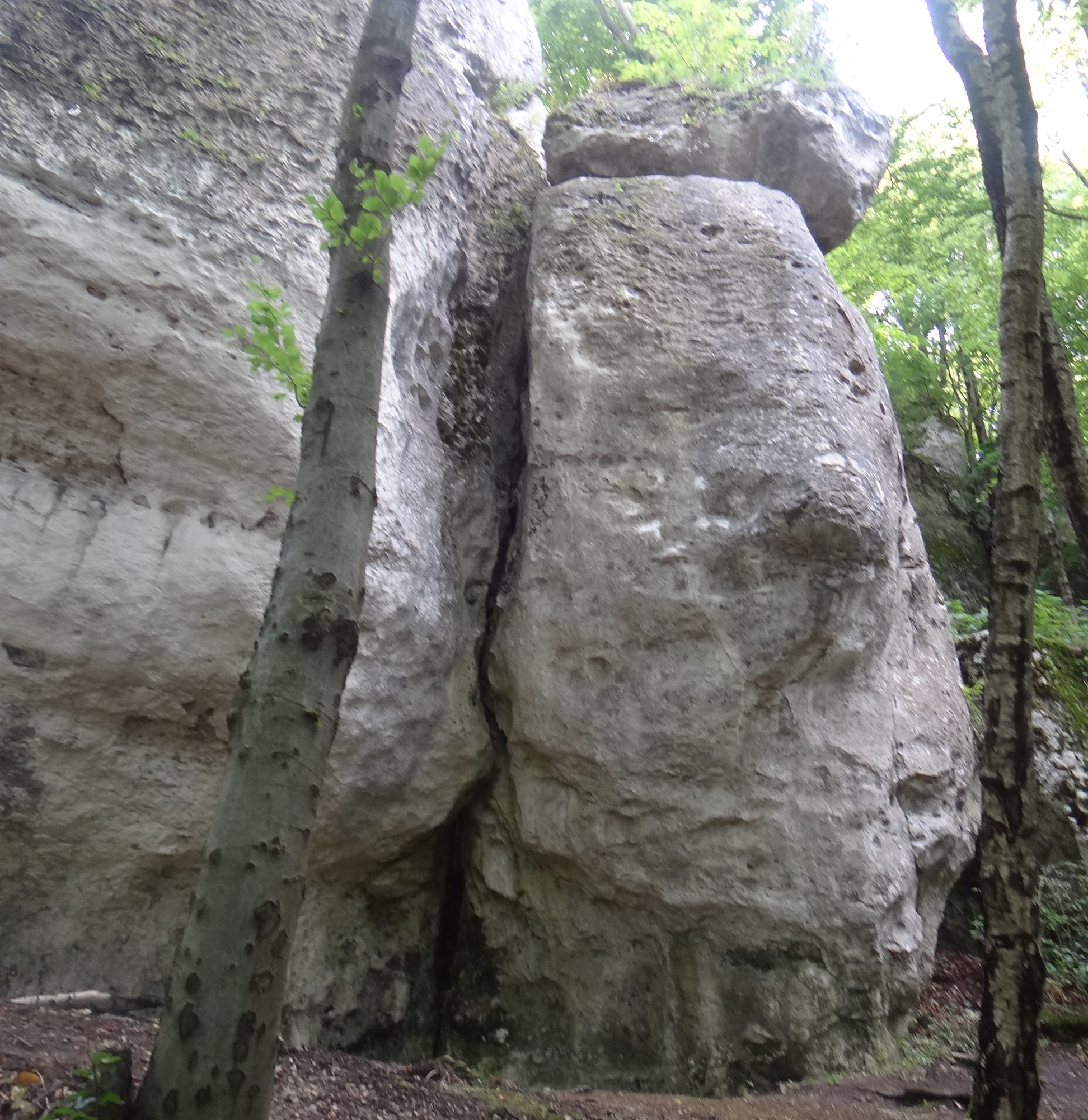
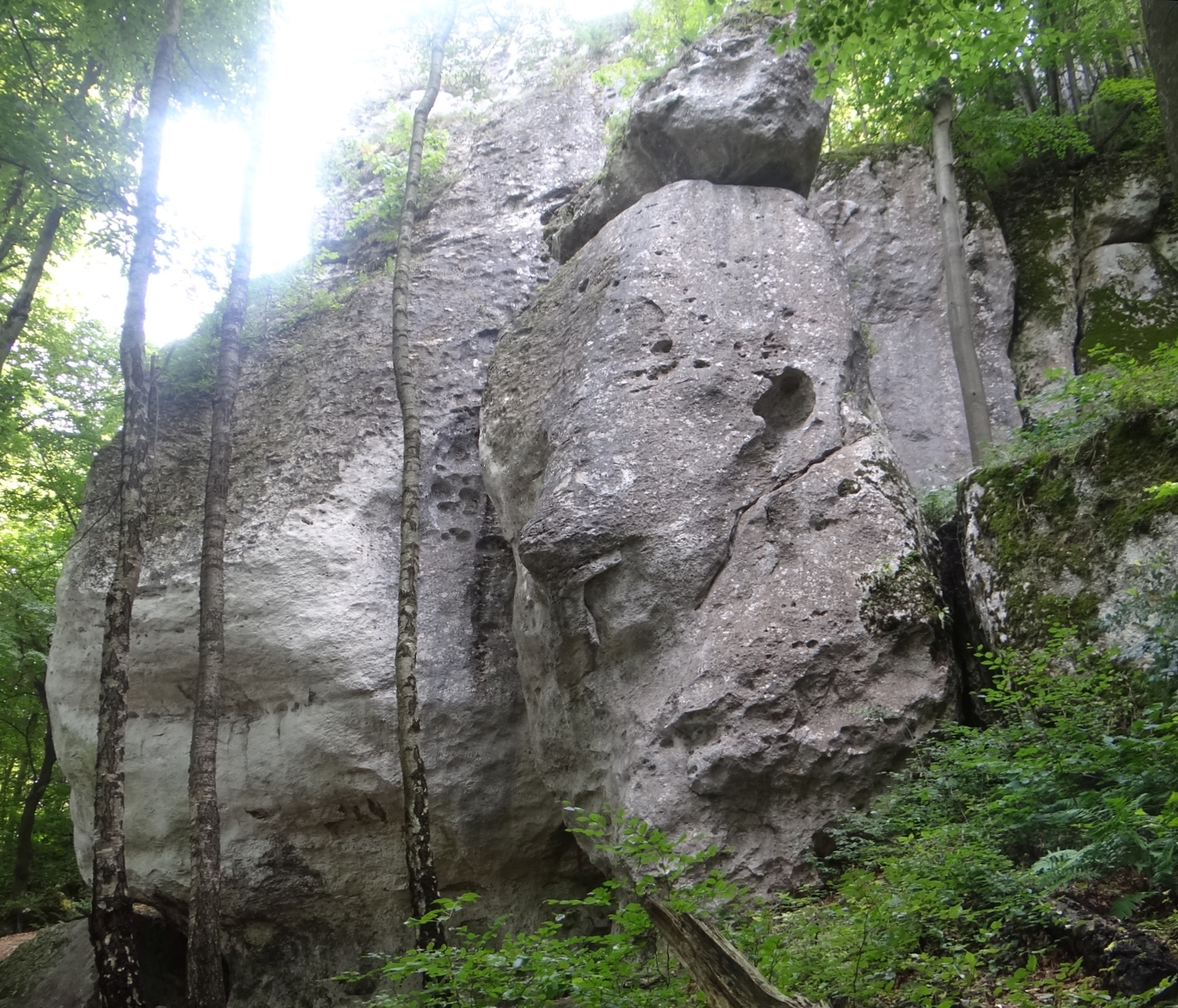
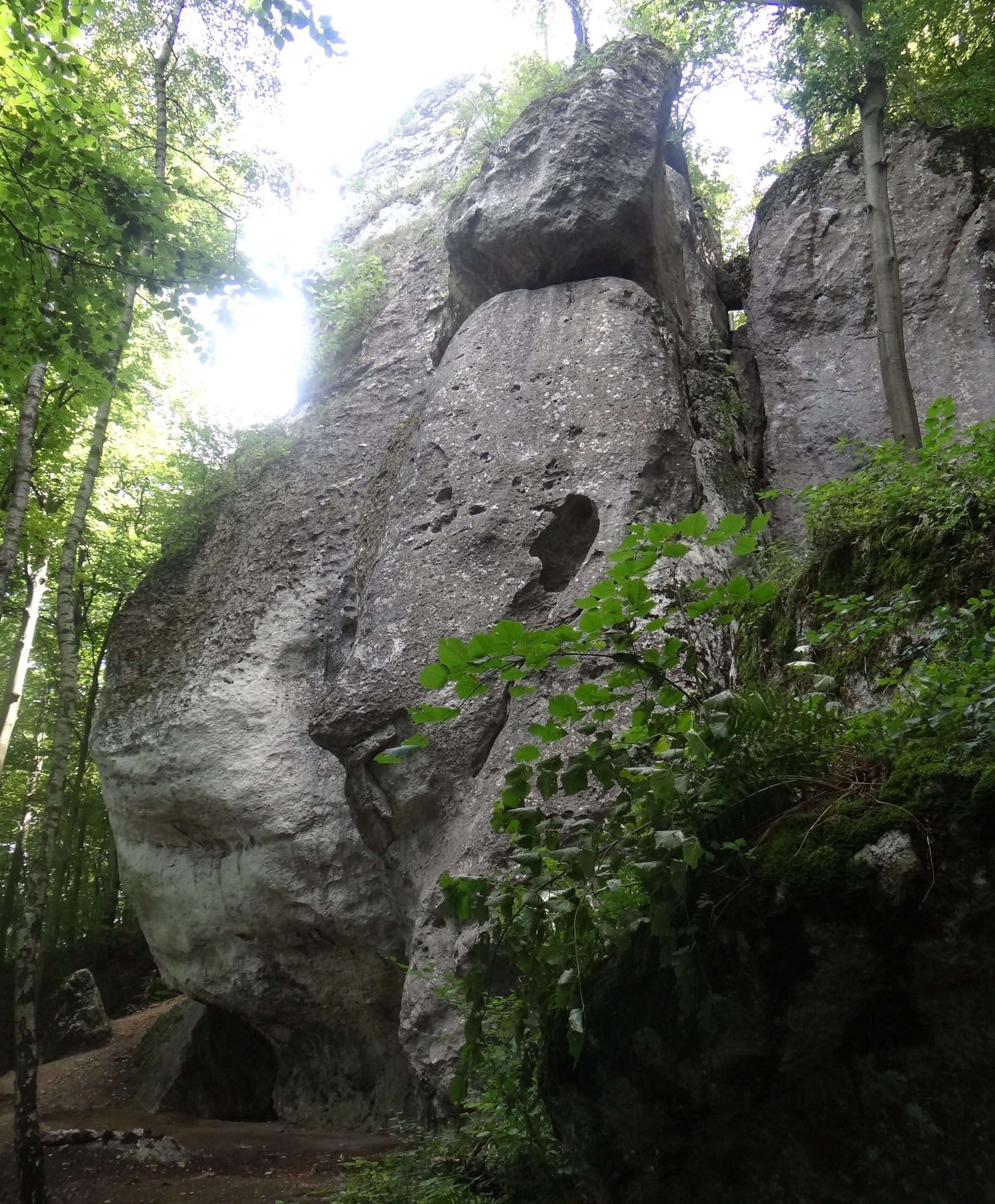
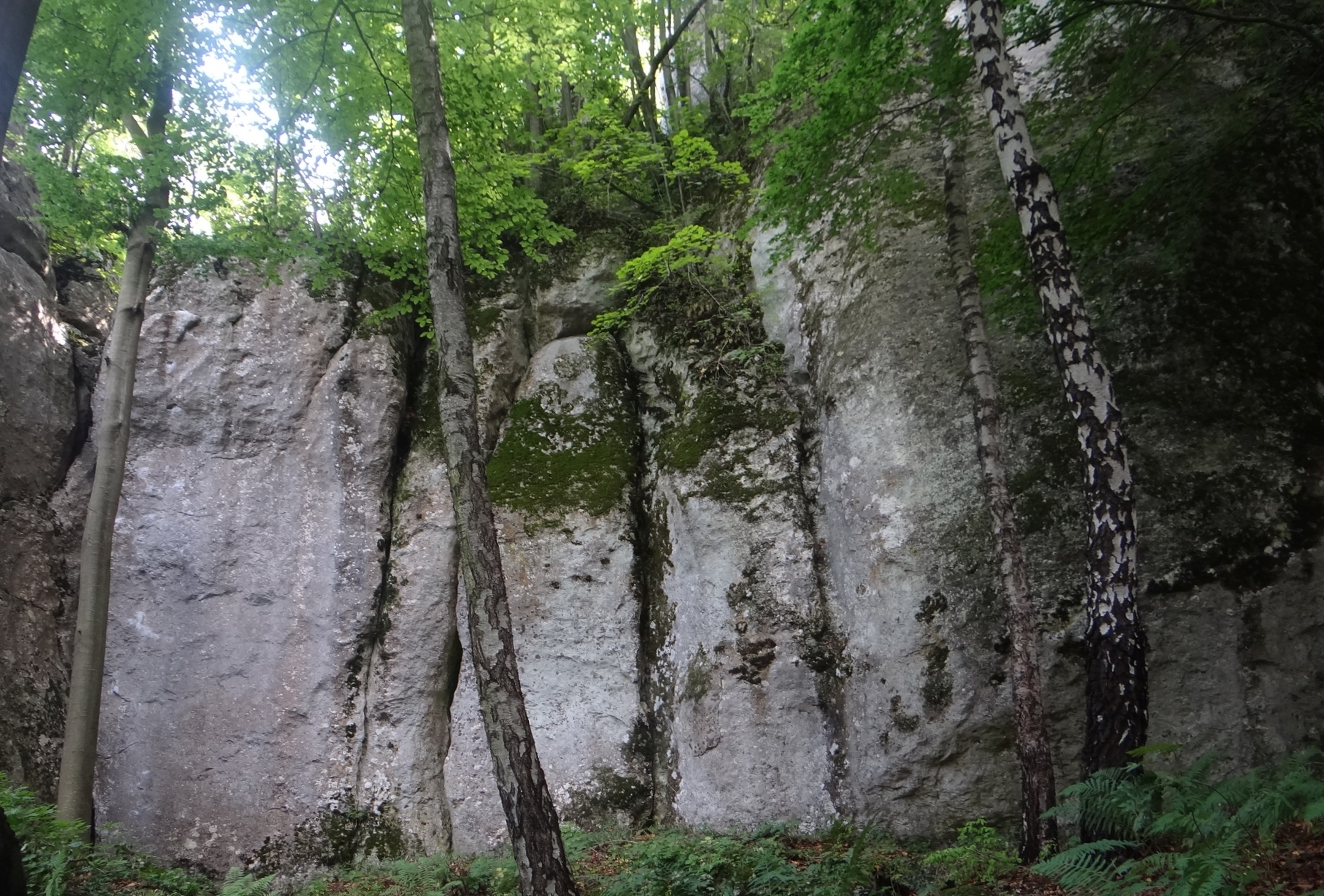

U północno-wschodniego narożnika Wysokich Okapów znajduje się Jaskinia w Kruczej Skale.

## Drogi wspinaczkowe
1. Los Ami VI.1, 14 m,
2. Duży może więcej VI.2, 15 m (7r+rz),
3. Koniec dzieciństwa VI.5, 15 m (9r+rz),
4. Stereotomia lewa VI.5, 15 m (5r+st),
5. Stereotomia prawa VI.4+, 15 m (5r+st),
6. Kacper Hauzer VI.4+, 14 m (5r+st),
7. Fałszywa skromność VI.7, 12 m (3r+st),
8. Projekt VI.1+, 12 m (st)
9. Industrial fucker VI, 13 m (6r+st),
10. Droga Waldka VI.5, 13 m (5r+st),
11. Pierwsza omszała rysa, 13 m,
12. Aniołek VI.1+, 13 m,
13. Fiołek VI.2, 13 m,
14. Róża VI+, 13 m,
15. Bez VI, 13 m
16. Solo V, 9 m[2].